# (10767) Toyomasu
(10767) Toyomasu (1990 UF1) – planetoida z pasa głównego asteroid okrążająca Słońce w ciągu 3,32 lat w średniej odległości 2,22 j.a. Odkryta 22 października 1990 roku.